# Castell-Castell
Castell-Castell fu una Contea della regione della Franconia, a nord della Baviera, in Germania. Essa si originò dalla spartizione avvenuta della Contea di Castell, che originò anche il Castell-Remlingen, nel 1668, e che venne nuovamente divisa in Castell-Castell e Contea di Castell nel 1709. 
Fu così linea cadetta da cui dopo Georg II si distaccò dal ramo principale di Remlingen con Wolfgang II (1558-31). 
La linea si estinse con Wolfgang Theodoric (1668-09) nel 1709, e fu ripartita di nuovo in condominio con August Franz Friedrich (1709-67), Karl Friedrich Gottlieb di Remlingen (1709-17), Wolfgang Georg II (1709-36) e Christian Friedrich Karl (1736-73), quando il centro di Castell passò al ramo di Castell Castell nel 1772; la contea era composta da tre territori e 28 villaggi. Nello stesso anno si separò la linea di Rehweiler rappresentata solo da Ludwig Friedrich (1709-72).
Albrecht Friedrich Karl (1773-06) regnò sulla contea di Castell in Castell e Remlingen in condominio con il ramo cadetto poi denominato di Neu Castell Rüdenhausen, fino al 1803, quando la contea fu mediatizzata e annessa dalla Baviera. 
L'11.4.1810, Friedrich Ludwig Heinrich (-1875) fu riconosciuto Conte e signore di Castell Castell ed il fratello Christian Friedrich (-1850) conte di Castell Rüdenhausen.

## Conti di Castell-Castell (1668 - 1806)
- Wolfgang Teodorico (1668 - 1709)
- Augusto Francesco Federico (1709 - 1767) con
  - Carlo Federico Amedeo (Conte di Castell-Remlingen) (1709 - 1717) con
  - Wolfgang Giorgio II (1709 - 1736) con
  - Cristiano Federico Carlo (1736 - 1773)
- Alberto Federico Carlo (1773 - 1806) con
  - Cristiano Federico (poi Conte di Castell-Rüdenhausen) (1773 - 1803) e
  - Federico Ludovico Carlo  (1803-1810).